# الهام آزاد
الهام آزاد (زاده ۳۰ شهریور ۱۳۵۹) سیاستمدار اهل ایران است. 
وی نماینده مجلس یازدهم و دوره دوازدهم   است. او با کسب ۸ هزار و ۵۷۰ رای از مجموع ۲۶ هزار و ۳۱۹ رأی صحیح، از حوزه انتخابیه نائین و خور و بیابانک از استان اصفهان انتخاب شد و به مجلس راه یافت. او بعد از متعالیه نائینی طبا، دومین نماینده زن مجالس شورا از حوزه نائین و  همچنین اولین نماینده زن حوزه انتخابیه نائین و خوروبیابانک بعد از انقلاب ۵۷ است که به مجلس شورای اسلامی راه پیدا کرده‌است.
وی عضو کمیسیون اصل نود مجلس شورای اسلامی در مجلس یازدهم بوده است.